# Jimmy Palmer
Pour les articles homonymes, voir Palmer.
James, dit Jimmy, Palmer est un personnage de la série NCIS : Enquêtes spéciales. Il est interprété par Brian Dietzen et fait quelques apparitions dans la saison 1 avant de devenir un personnage régulier de la série.

## Biographie
Jimmy Palmer était l'ancien  assistant du docteur Mallard ; d'abord stagiaire, il est ensuite engagé à plein temps par le médecin légiste Donald Ducky Mallard. 
On apprend dans le treizième épisode de la quatorzième saison qu'il a réussi l'examen de médecin légiste après 3 tentatives et qu'il l'est donc désormais au même titre que Ducky. Ce dernier l'appelle affectueusement M. Palmer puis Docteur Palmer. 
Au début de la série il est jeune et la plupart des agents de l'équipe de Gibbs le trouvent bizarre (Abby, ou encore Tony) en raison de son sens de l'humour noir et macabre à froid, qui exaspère d'ailleurs un peu Ducky et effraie Abby. Il semble souvent intimidé par Gibbs. 
Il prend la même habitude que le docteur Mallard : il parle aux morts. On sait également qu'il aime le catch.
Il a passé deux étés comme assistant vétérinaire à la fac.
Jimmy Palmer a un faible pour Abby jusqu'à ce que l'agent Michelle Lee arrive. Tous deux entretiennent une liaison au cours de la quatrième saison, qu'ils gardent secrète et qui donne lieu à des situations cocasses à la morgue. Il est diabétique.  
Il a également été la cible d'un tueur dans les saisons 5 et 7. On sait qu'il a une nouvelle petite amie, Breena, qui se trouve être très jolie, ce qui ne fait qu'énerver DiNozzo qui ira jusqu'à dire « La vie est injuste… ». Dans la saison 8, Cobb, le tueur de port-en-port, le prend en otage et se sert de lui pour convaincre l'agent spécial Erica Jane « E. J. » Barrett de suivre ses ordres. Dans le courant de la saison 9, il sera au centre d'un épisode consacré à son mariage avec Breena. Ils ont une petite fille prénommée Victoria, en hommage à la mère de Ducky.
Depuis la saison 16, il remplace Ducky en tant que nouveau médecin légiste en chef du NCIS. 
S'il est proche de tous ses collègues, il deviendra à partir de la saison 14 extrêmement proche de Nick Torres, qui deviendra probablement son meilleur ami. Il perd son épouse, Breena, durant la pandémie de Covid-19 et il pourra compter sur l'équipe pour l'aider à remonter la pente.
Depuis la dix-neuvième saison, il commence une relation avec sa collègue Jessica Knight.